# オークフィールド郡区 (アイオワ州オーデュボン郡)
オークフィールド郡区 (Oakfield Township) は、アメリカ合衆国アイオワ州オーデュボン郡にある12の郡区の一つである。2000年の国勢調査で、人口は389人だった。

## 地理
オークフィールド郡区は103.2平方キロメートル（39.84平方マイル)で、基礎自治体は存在しない。アメリカ地質調査所によると、この郡区はOak HillとOakfieldとSaint Johnsの3つの霊園が含まれている。